# Тоффен
Тоффен (нем. Toffen) — коммуна в Швейцарии, в кантоне Берн. 
Входит в состав округа Зефтиген. Население составляет 2422 человека (на 31 декабря 2006 года). Официальный код — 0884.

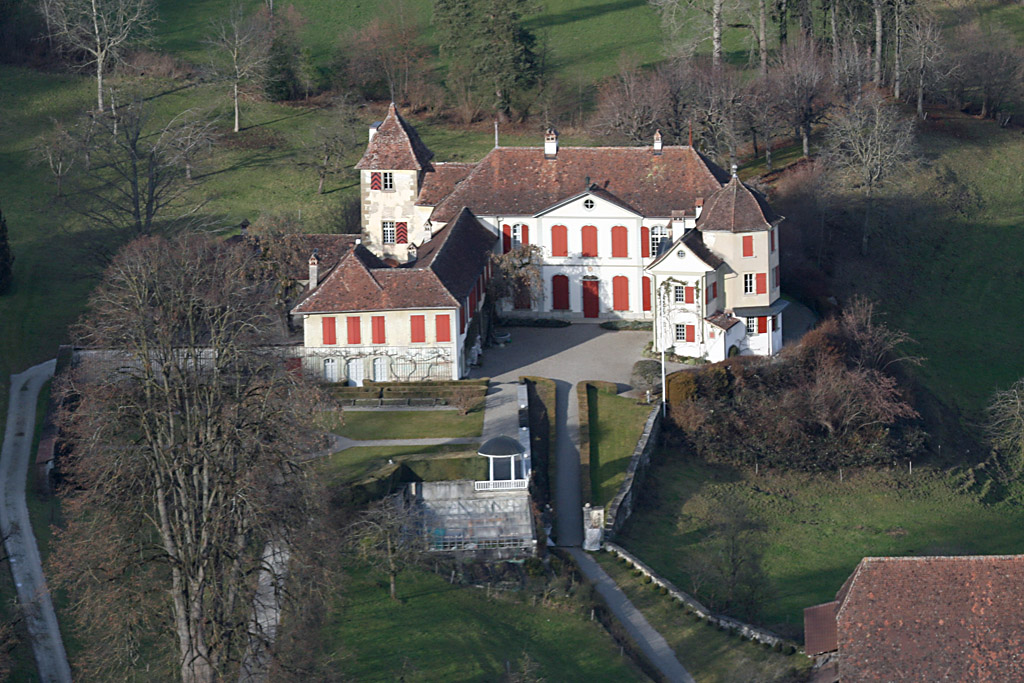
Замок